# Maryam Saleh
Maryam Saleh ((tiếng Ả Rập: مريم صالح, đã Latinh hoá: Maryam Ṣāliḥ; sinh năm 1985/1986 ?), tên đầy đủ là Maryam Saleh Saad (tiếng Ả Rập: مريم صالح سعد, đã Latinh hoá: Maryam Ṣāliḥ Sa'd) là diễn viên, ca sĩ, nhà soạn nhạc người Ai Cập (thuộc thể loại Psychedelic Rock, Trip-hop).

## Tiểu sử
Cha cô là Saleh Saad, nhà viết kịch bản, giám đốc nhà hát và nhà bình luận. Saleh giúp đỡ cha mình các công việc ở nhà hát. Năm 2005, một trận cháy lớn đã thiêu rụi nhà hát.Sheikh Imam, một người bạn của cha, là người truyền cảm hứng cho cô.
Vở kịch đầu tiên mà cô đóng là Lessons in Revolution (Bài học cách mạng, của Laila Soliman). Cô tham gia diễn một số phim ngắn như A Shams (năm 2008, của Ibrahim El-Batout).
Trước năm 2008, cô thành lập ban nhạc Jawaz Safar (جواز سفر). Ban nhạc chỉ sử dụng các nhạc cụ như Oud và Tabl. Năm 2008, cô tiếp tục thành lập ban nhạc mang tên Baraka (بركة), trong đó có Nagham Saleh là chị của Maryam. Ban nhạc này cover lại các bài hát của nhạc sĩ Sheikh Imam bao gồm Nixon Baba, Valery Giscard d'Estaing Ya Wad Ya Yu Yu, ya wādd yā yū yū và Ya wādd yā yū yū, El-Bahr Byidhak Leh.
Từ năm 2010, cô hợp tác với nhạc sĩ người Liban Zeid Hamdan (dòng nhạc Ảrập: trip-hop).
Cô tham gia đóng phim ngắn, bao gồm: حدوتة من صاج (Hadouta Men Sag; đạo diễn: Aida El Kashef).